# Namnsdagskrysset
Namnsdagskrysset är ett svenskt dagligt korsord skapat av Jack Wangenheim. Namnet kommer av att dagens namnsdagsnamn är invävt i korsordet. Namnsdagskrysset går för närvarande i elva dagstidningar.[källa behövs]
Efter att ha publicerats i mer än 15 år i svenska dagstidningar har produktion och försäljning av Namnsdagskrysset tagits över av Göran Wangenheim, son till Jack Wangenheim.[källa behövs] Ursprungligen textades nycklarna för hand, men sedan våren 2005 textas de med datorhjälp.[källa behövs]

## Teman
Teman förekommer tämligen ofta, och teman som har nyttjats är bland annat; svenska statsministrar, fåglar, nationalparker, svenska floder, svenska städer, USA:s delstater, huvudstäder i Afrika och Asien, finska städer och bildetaljer.

## Lösningar
Varje vecka har lösarna möjlighet att på webbplatsen Veckans lösen läsa mer om valda, lite svårare delar, ur veckans Namnsdagskrysset. Webbplatsen uppdateras vanligtvis på söndagar.